# I will always and forever hold you in my heart and mind
I Will Always and Forever Hold You in My Heart and Mind is een studioalbum van Aidan Baker uit 2007. De eerste oplage van dit album omvatte 156 exemplaren, de tweede oplage bestond uit 160 exemplaren. Het zal daarom niet in een albumlijst verschijnen. Baker heeft een suite binnen de ambientmuziek gecomponeerd / geïmproviseerd. De totale muziek van 51 minuten is in twee takes opgenomen; een take was voor de gitaarstem, de andere voor de basgitaarstem. De muziek wijzigt per track qua timbre en melodielijn voor zover daar bij ambient sprake van is.

## Muziek
| Nr. | Titel   | Duur |
| --- | ------- | ---- |
| 1.  | I       | 5:37 |
| 2.  | Will    | 5:30 |
| 3.  | Always  | 2:49 |
| 4.  | And     | 3:20 |
| 5.  | Forever | 3:33 |
| 6.  | Hold    | 7:09 |
| 7.  | You     | 7:04 |
| 8.  | In      | 2:04 |
| 9.  | My      | 5:03 |
| 10. | Heart   | 6:10 |
| 11. | And     | 2:19 |
| 12. | Mind    | 1:15 |